# Veľké Orvište
Veľké Orvište est un village de Slovaquie situé dans la région de Trnava.

## Histoire
La première mention écrite du village date de 1113.

## Démographie

### Évolution de la population
| Année:               | 1994. | 2004.   | 2014.   | 2024.   |
| -------------------- | ----- | ------- | ------- | ------- |
| Nombre de personnes: | 952   | 1004    | 1073    | 1046    |
| Différence:          |       | +5,46 % | +6,87 % | -2,51 % |

| Année:               | 2023. | 2024.   |
| -------------------- | ----- | ------- |
| Nombre de personnes: | 1029  | 1046    |
| Différence:          |       | +1,65 % |